# Соллефтео (коммуна)
Коммуна Соллефтео (швед. Sollefteå kommun) — коммуна в лене Вестерноррланд в Швеции. Административный центр коммуны — город Соллефтео.
Город был объединен с окружающими его населенными пунктами в 1974 году для образования коммуны.
Территория коммуны покрыта лесами и болотами, через неё протекает река Онгерманэльвен и её притоки Факсэльвен и Фьелльшёэльвен.
Название города впервые упоминается в 13-м веке как форма слова лат. De Solatum, которое можно перевести как «Солнечное место». В 1602 году поселение получило разрешение короля на ведение торговли. На гербе города изображен тетерев.

## Населённые пункты
- Форсму[швед.]
- Юнселе[англ.]
- Лонгселе[англ.]
- Несокер[англ.]
- Рамселе[англ.]
- Соллефтео (город)
- Эстерфорсе[англ.]